# Klaus Kowalski

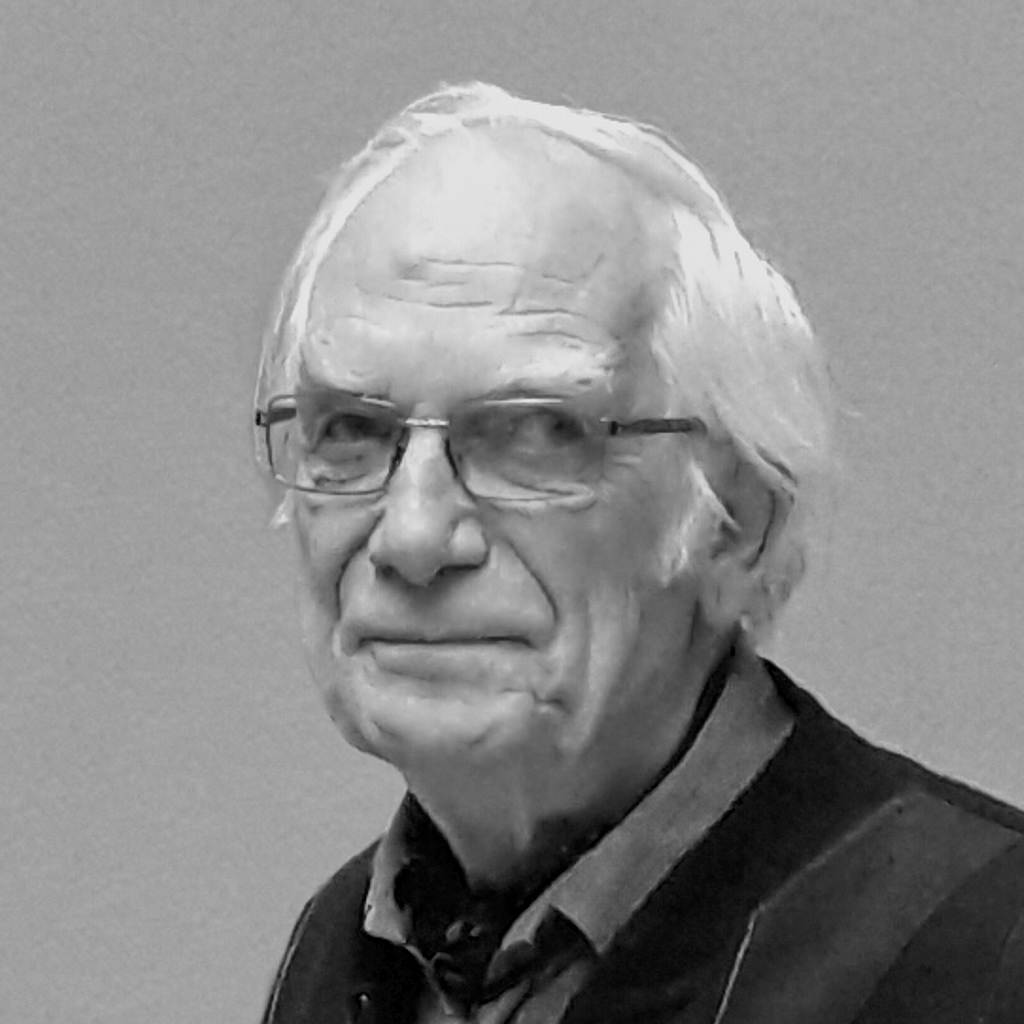
Klaus Kowalski, November 2016

Klaus Kowalski (* 16. Juni 1929 in Allenstein) ist ein deutscher Bildhauer, Medailleur, Grafiker und Hochschullehrer.

## Leben und Wirken

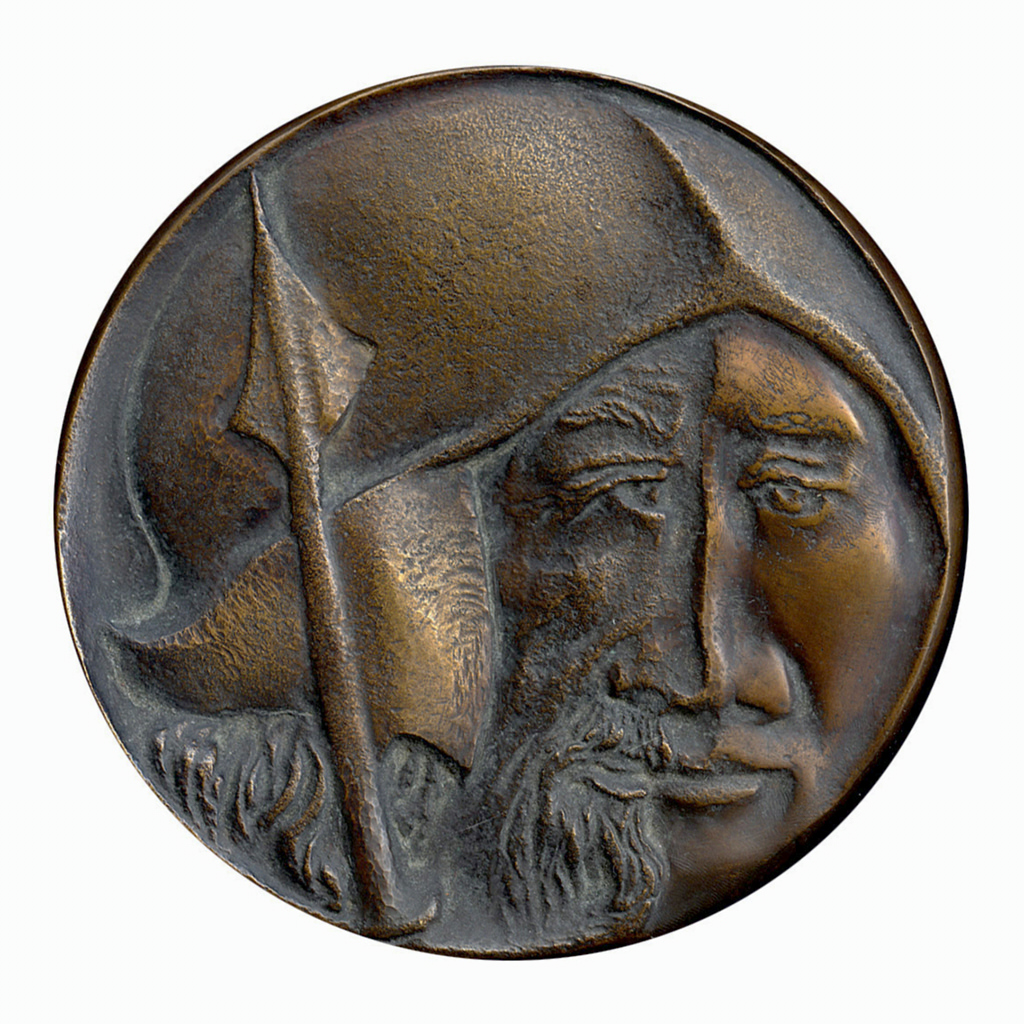
Jahresmedaille der westdeutschen Medaillengesellschaft Köln e. V.
1984
Vorderseite

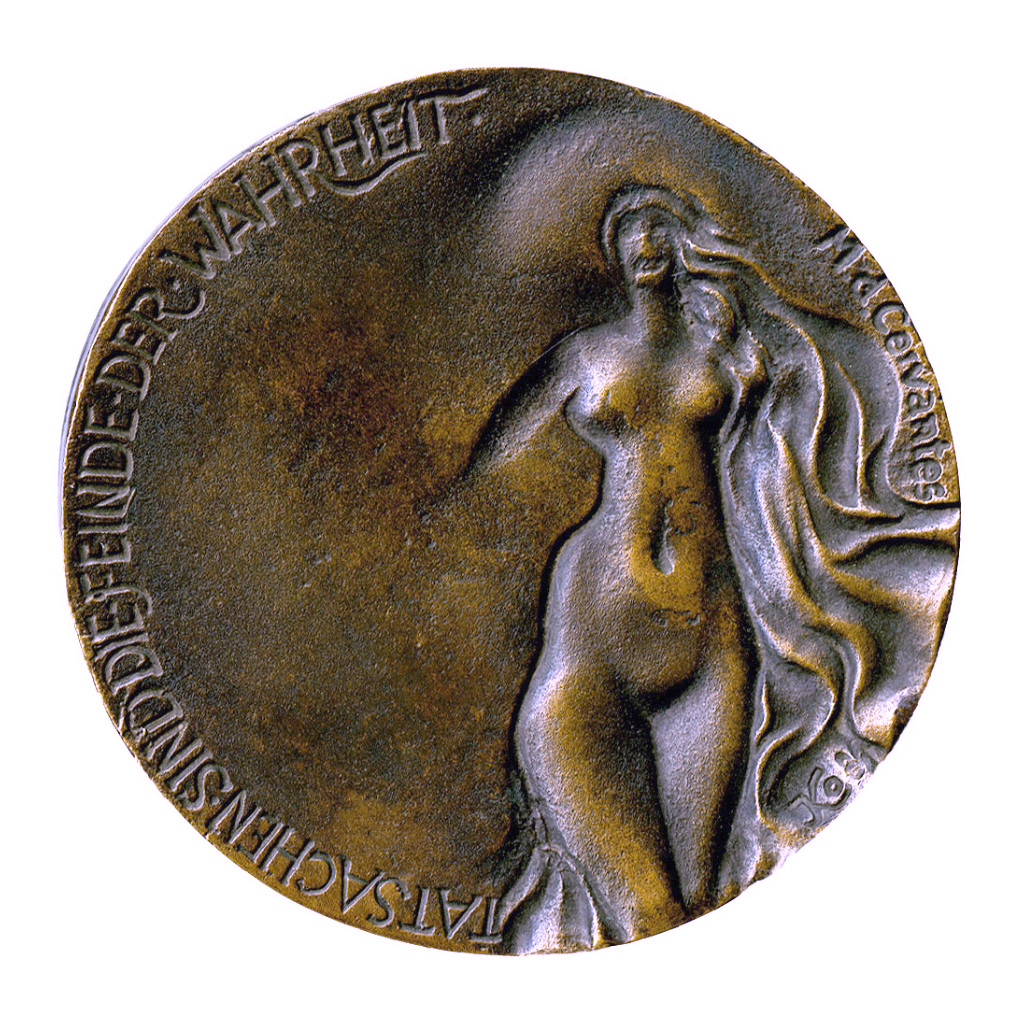
Jahresmedaille der westdeutschen Medaillengesellschaft Köln e. V.
1984
Rückseite

Klaus Kowalski studierte nach seinem Abitur 1948 und einer Tischlerlehre in Heidelberg von 1950 bis 1956 an der Staatlichen Akademie der Bildenden Künste in Stuttgart. Seine Lehrer waren Gerhard Gollwitzer Zeichnen, Karl Rössing Druckgrafik und Otto Baum Bildhauerei. Von 1958 bis 1963 studierte er Kunstgeschichte, Archäologie und Geschichte an der Christian-Albrechts-Universität in Kiel und arbeitete gleichzeitig auch als Kunstpädagoge. 1963 wurde er an die Pädagogische Hochschule Hannover berufen. Seit 1978 wirkte er als Universitätsprofessor für Bildende Kunst / Visuelle Medien und ihre Didaktik an der Leibniz Universität Hannover. 1995 wurde er an der Universität Hannover emeritiert.
Neben seiner praktischen Arbeit als Bildhauer, Medailleur und Grafiker entstanden zahlreiche Publikationen zu seiner Forschungs- und Lehrtätigkeit. Als Bildhauer schuf er viele größere Arbeiten, zumeist aus Holz, Stein und Bronze. In einer späteren Schaffensphase montierte er Holzfragmente. Die neueren Arbeiten beschäftigen sich zusätzlich mit dem Faktor Farbe und der Objekcollage. Sie lassen eine assoziative Zugehensweise durch den Betrachter zu.
Sein grafisches Œuvre ist in den Bereichen Hochdruck und Tiefdruck ebenfalls umfangreich. Seine grafische Arbeit steht in engem Zusammenhang mit den plastischen Werken.
Er widmete sich intensiv dem Gebiet der Münz- und Medaillengestaltung und vermittelte deren Gestaltungsgrundlagen als Professor auch den Studierenden.
Sein Medaillen-Œuvre von über 120 Medaillen befindet sich seit 2013 im Münzkabinett des Bode-Museums in Berlin. Er ist Mitglied in der FIDEM (Fédération Internationale de la Médailles d’Art), sowie in der Deutschen Gesellschaft für Medaillenkunst und gehört dem Künstlerkreis der Berliner Medailleure an.
1984 gestaltete er die Jahresmedaille für die westdeutsche Medaillengesellschaft Köln e. V.
2017 erhielt er für sein Lebenswerk auf dem Gebiet der Medaillenkunst den Hilde-Broër-Preis der Deutschen Gesellschaft für Medaillenkunst.

## Ausstellungen

### Einzelausstellungen
- 1968: Bremen Galerie Hofstätter
- 1969: Hannover Steintorgalerie
- 1976: Zons Kreismuseum
- 1979: Bissendorf Werkhofgalerie
- 1980: Syke Neue Galerie
- 1982: Rabat/Marokko Musée Oudaias
- 1983: Lienz Städtische Galerie
- 1984: Bern/Schweiz, Galerie Schindler
- 1984: Lüneburg Galerie Am Sande
- 1985: Itzehoe Galerie Kieken und Klönen
- 1987: Bissendorf Werkhofgalerie
- 1989: Konstanz Galerie Zobel
- 1989: Wunstorf Kunstverein Abtei zum 60. Geburtstag
- 1989: Kairo/Ägypten Galerie Atelier
- 1990: Bad Essen Kunstverein Im Schafstall
- 1990: Bad Gandersheim Kulturzentrum Brunshausen (mit R. Bultmann)
- 1994: Bad Essen Kunstverein im Schafstall
- 1995: Holzgerlingen Kunstverein Holzgerlingen Burg Kalteneck
- 1996: Kirchdorf Galerie Kunst und Form
- 1999: Schleswig Galerie S
- 2006: Garbsen Ehepaare stellen aus (mit Almut†)
- 2007: Wunstorf Abtei Schwarz-Weiß
- 2009: Bad Rehburg Retrospektiv
- 2009: Speyer Landesbibliothekszentrum, „Lebensausschnitte“
- 2009: Hannover ARCUS, „Neues aus der Werkstatt“
- 2010: Hannover Leibniz-Bibliothek „Das Medaillenwerk“
- 2013: Wunstorf Kunstverein Abtei „Steine“
- 2013: Berlin Münzkabinett im Bode-Museum, „Das Medaillenwerk“
- 2017: Dresden Staatliche Museen, Münzkabinett

### Wichtige Beteiligungen (Auswahl)
- 1994: „Norddeutsche Medailleure“, Museum August Kestner, Hannover
- 2000/01: „Deutsche Medaillenkunst im 20. Jahrhundert“, Gotha Schloss Friedenstein, Germanisches Nationalmuseum Nürnberg
- 2007: „Die Welt en miniature“, Kunstmuseum Moritzburg Halle (Saale)
- 2014: „Gold gab ich für Eisen“, Münzkabinett Staatliche Museen zu Berlin
- 2018: „Porträts kluger Frauen“, Humboldt-Universität Berlin, Kustodie
- 2021: „Hilde-Broër-Preis, Ausstellung der Preisträger von 2015-2021“, Galerie in der Lände, Kressbronn/Bodensee
- 2021: „Hand Große Kunst“, Staatliche Münzsammlung München
- Beteiligt an den FIDEM-Ausstellungen (Weltmedaillenausstellungen) in der deutschen Auswahl ab 1983 in Florenz, 1985 Stockholm, 1988 Helsinki, 1990 Colorado Springs, 1992 London, 1994 Budapest, 1996 Neuchâtel, 1998 Den Haag, 2000 Weimar, 2002 Paris, 2004 Seixal, 2007 Colorado Springs, 2012 Glasgow, 2014 Sofia, 2016 Gent/Namur, 2018 Ottawa, 2021 Tokio (verschoben von 2020) (im jeweiligen Katalog mit Abbildung)

## Arbeiten in Sammlungen

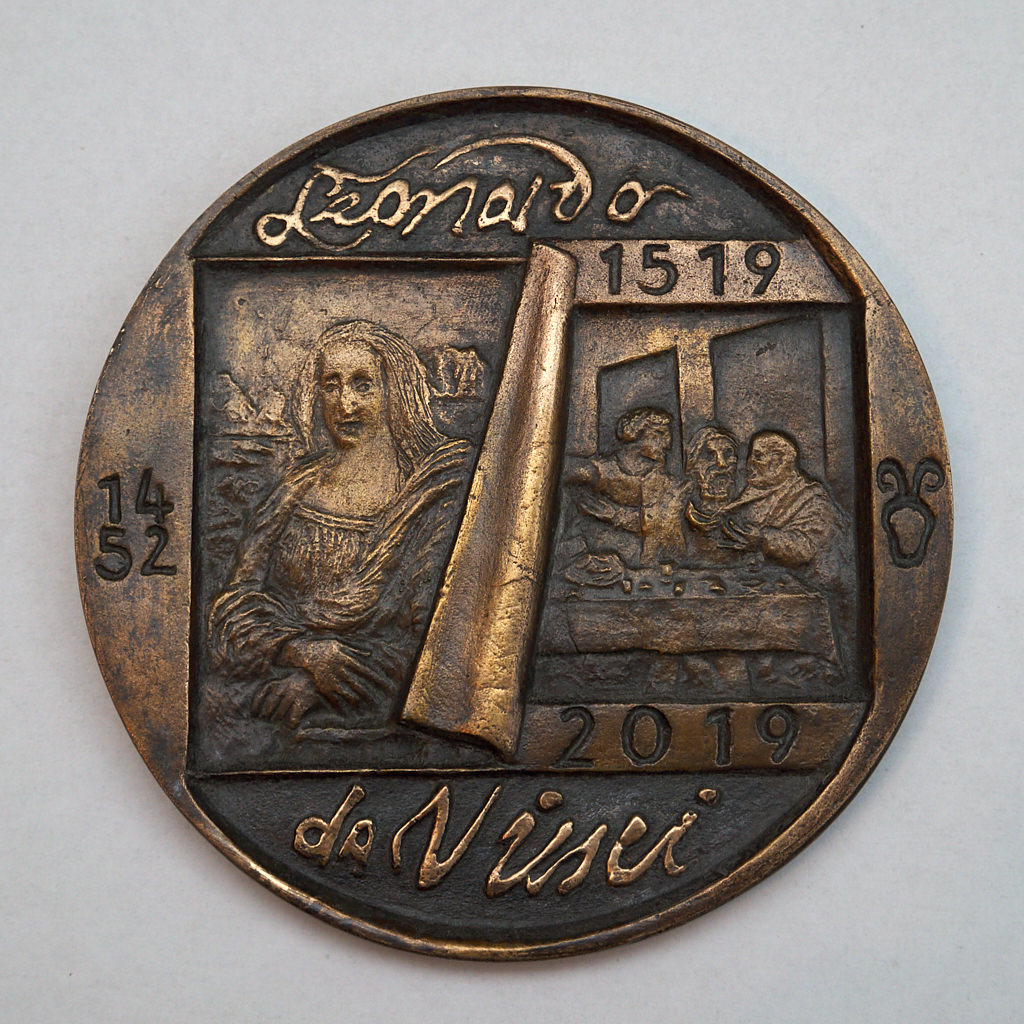
Medaille zum 500. Todesjahr Leonardo da Vincis
2019
Vorderseite

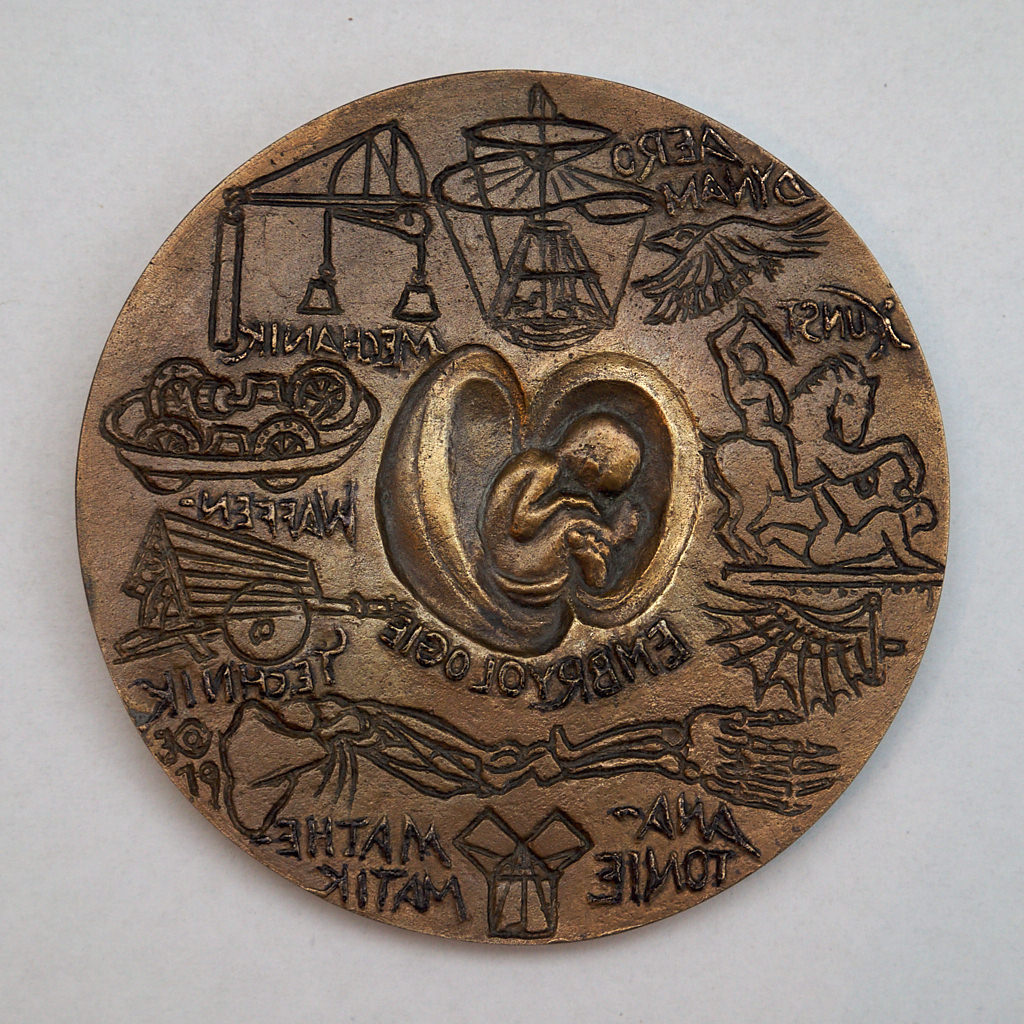
Medaille zum 500. Todesjahr Leonardo da Vincis
2019
Rückseite

Plastiken in öffentlichem und privatem Besitz: u. a.: Till-Eulenspiegel-Museum Schöppenstedt (Grafik), Continental AG Hannover (Wandrelief Treppenhaus zerst.); IBM Software- und Servicezentrum Hannover, Kommunikation durch kreatives Gestalten, 1990/91 (Pyramide auf dem Betriebsgelände); Holzbildwerke in den Kirchen von Steinhude, Holzminden, Bevern; Kunstbesitz Stadt Herten (Katalog „Bilderwelten“ Holzplastik)
Medaillen befinden sich in den
- Sammlungen der Staatlichen Münzkabinette Berlin, Dresden, Leiden, München,
- Museum August Kestner, Hannover;
- Goethemuseum Frankfurt a. M. und Weimar

## Preise
- 2007: 3. Preis beim nationalen Medaillenwettbewerb „Passengers to Reconstruction“ (Wege zum Wiederaufbau)
- 2017: Hilde-Broer-Preis für Medaillenkunst von der Deutschen Gesellschaft für Medaillenkunst und der Kulturgemeinschaft Kressbronn/Bodensee

### Eigene Publikationen
- Gollwitzer-Kowalski: Wege zur Bildenden Kunst. Ernst Klett Verlag, Stuttgart 1965.
- Klaus Kowalski: …fertig ist das Mondgesicht. Zeichnen, Malen, Formen, Bauen mit Kindern. Ernst Klett Verlag, Stuttgart 1972, ISBN 3-12-929810-X; Übersetzt in Finnisch (ISBN 951-26-0802-2 Helsinki 1973), Französisch (Librairie Armand Collin 1974), Portugiesisch (Edicao no. 40242/2274 Ma᷊c᷊o 1977), Schwedisch (ISBN 91-46-12657-0 Lund 1977), Italienisch (6488/VO1 Brescia 1978).
- Klaus Kowalski: Grundriss einer Didaktik des Unterrichtsfaches Kunst und Kommunikation, Sehen, Gestalten, Mitteilen. Ernst Klett Verlag, Stuttgart 1978, ISBN 3-12-924530-8.
- Klaus Kowalski: Plastische Bilder Zur Geschichte der Reliefgestaltung Band I Vorzeit bis Romanik. Kerber Verlag, Bielefeld 1996, ISBN 3-924639-66-3.
- Klaus Kowalski: Plastische Bilder Zur Geschichte der Reliefgestaltung Band II Gotik bis Postmoderne. Kerber Verlag, Bielefeld 1997, ISBN 3-924639-67-1.
- Postmoderne – Stil, Epoche oder Firlefanz? Haag + Herchen, Hanau 2013, ISBN 978-3-89846-684-4.